# Danh sách chất dinh dưỡng vi lượng
Sau đây là danh sách các vi chất dinh dưỡng.

## Vitamin
- Vitamin A (retinol)
- Vitamin B
  - Vitamin B1 (thiamin)
  - Vitamin B2 (riboflavin)
  - Vitamin B3 (niacin)
  - Vitamin B5 (axit pantothenic)
  - Nhóm vitamin B6:
    - Pyridoxin
    - Pyridoxal
    - Pyridoxamin

  - Vitamin B7 (biodin)
  - Vitamin B8 (axit ergadenylic)
  - Vitamin B9 (axit folic)
  - Vitamin B12 (cyanocobalamin)
  - Cholin
  - Inositol
- Vitamin C (axit ascorbic)
- Vitamin D
- Vitamin E (tocopherol)
- Vitamin K
- Biodin
- Carotenoid
  - Alpha caroten
  - Beta-Carotene
  - Cryptoxanthin
  - Lutein
  - Lycopen
  - Zeaxanthin

## Chất khoáng vi lượng
- Bo
- Coban
- Crom
- Đồng
- Fluoride
- Iod
- Sắt
- Mangan
- Molypden
- Selen
- Kẽm

## Axit hữu cơ
- Axit axetic
- Axit citric
- Axit lactic
- Axit malic
- Cholin
- Taurin

## Các hóa chất thực vật trong thực phẩm
- 5-HTP
- Alpha-GPC
- Cafein
- Acetyl-L-carnitine (ALCAR)
- CDP-Cholin
- Chondroitin sulfat
- Coenzyme Q10
- Creatine
- DMAE
- Ephedrin
- Flavonoid 
  - Epicatechin
  - Hesperidin
  - Naringin
  - Oligomeric proanthocyanidin
  - Quercetin
  - Rutin
  - Tangeritin
- Axit gamma-aminobutyric (GABA)
- Garum armoricum extract - Adaptogen.
- Glucosamine
- Axit glycyrrhizic
- Huperzin A
- Idebenone
- Inositol
- Lecithin
- Lipoic acid
- Phenibut
- Pregnenolone
- Phosphatidylserin
- Resveratrol
- Theanin
- Theophylline
- Vinpocetine
- Nấm men dinh dưỡng